# Le lettere di Fantozzi
Le lettere di Fantozzi è un libro scritto da Paolo Villaggio e pubblicato nel 1976 da Rizzoli Editore.

## Trama
Nel suo terzo libro l'impiegato Fantozzi non ne può veramente più di tutti i soprusi e le terribili situazioni che è costretto a sopportare. Gli scherzi dei colleghi e dei Megadirettori sono più pungenti che mai e così il ragioniere decide di scrivere delle lettere ai suoi superiori. Nelle lettere Fantozzi racconta tutti i suoi segreti più nascosti, lamentandosi della sua piatta esistenza sia al lavoro che in casa; ma descrive anche la triste realtà della società moderna. Tutto ciò Ugo Fantozzi lo scrive nella speranza di essere una volta per tutte compreso e restituito al mondo con una vera dignità di lavoratore ma soprattutto di essere umano, ma riceverà una brutta sorpresa.

## Altri libri
- Fantozzi, Milano, Rizzoli, 1971
- Il secondo tragico libro di Fantozzi, Milano, Rizzoli, 1974
- Fantozzi contro tutti, Milano, Rizzoli, 1979
- Fantozzi subisce ancora, Milano, Rizzoli, 1983
- Caro direttore, ci scrivo... : lettere del tragico ragioniere, raccolte da Paolo Villaggio, Milano, Arnoldo Mondadori Editore, 1993
- Fantozzi saluta e se ne va: le ultime lettere del rag. Ugo Fantozzi, Milano, Mondadori, 1994

## Nota
- Paolo Villaggio, Le lettere di Fantozzi, Rizzoli Editore, ISBN 8817135542